# Pikol
De pikol is een oude Maleise eenheid van gewicht, overeenkomend met het gewicht dat een arbeider kon dragen. De pikol kwam overeen met ongeveer 62 kg.
20 pikol was een kojang, ongeveer overeenkomend met een last (1250 kg).
1/100e pikol werd Kati genoemd. Een kati woog dus ±620 gram.
De pikol werd tot begin 20e eeuw als handelsmaat gebruikt voor bepaalde uit de koloniën afkomstige waren, zoals kapok.